# Andrena primulifrons
Andrena primulifrons är en biart som beskrevs av Casad 1896. Andrena primulifrons ingår i släktet sandbin, och familjen grävbin. Inga underarter finns listade i Catalogue of Life.